# 群延迟与相位延迟
在信号处理中， 群延迟（group delay）是指信号通过被测器件的各正弦分量的振幅包络的时延，并且是各频率分量的函数。 相反，相位延迟（phase delay）是与幅度包络（amplitude envelope）的时间延迟相反的相位时间延迟。